# Peñalba de San Esteban
Peñalba de San Esteban es una localidad española de la provincia de Soria, partido judicial de Burgo de Osma (Castilla y León). Pertenece al municipio de San Esteban de Gormaz.

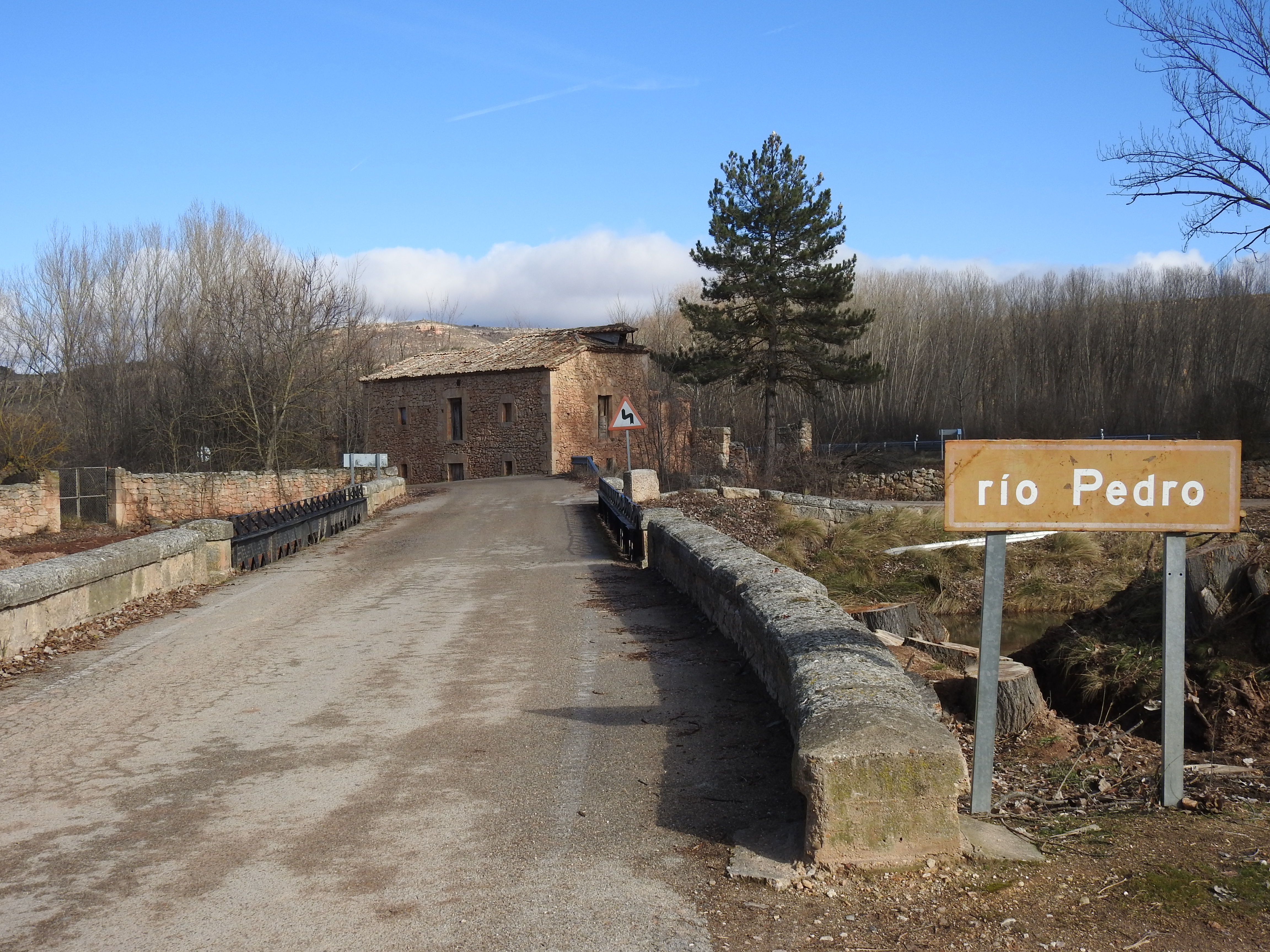
Puente con sus pretiles sobre el río Pedro.

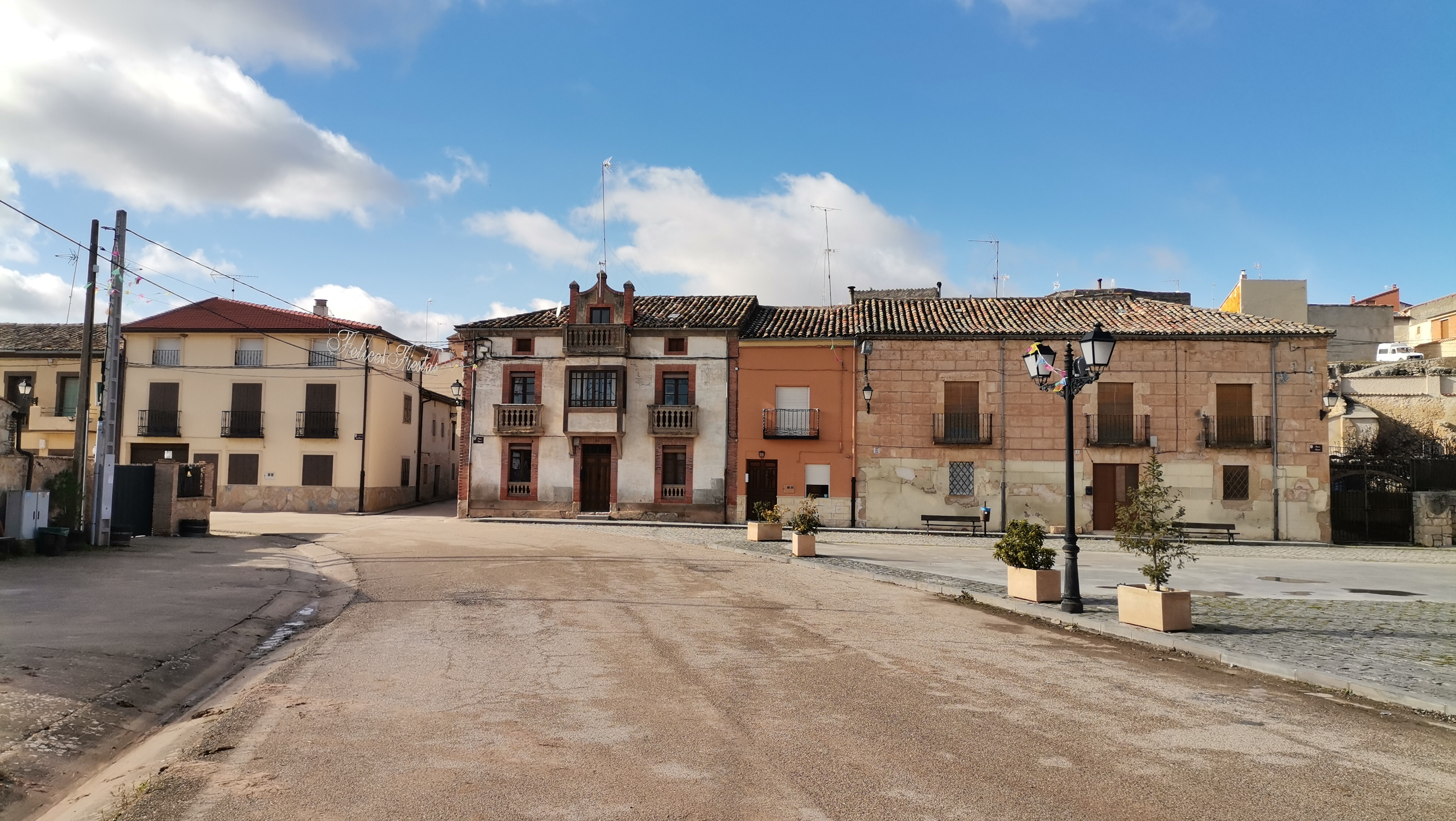
Calle San Roque de Peñalba de San Esteban

## Geografía
Peñalba de San Esteban está situada a la margen izquierda del río Pedro, afluente del Duero, dista unos 75 km de Soria y 159 km de Madrid. Podemos acceder al pueblo a través de la nacional 110.

## Historia
En el censo de 1879, ordenado por el conde de Floridablanca,  figuraba como villa  del Partido de San Esteban de Gormaz en la Intendencia de Soria,  con jurisdicción de señorío y bajo la autoridad del Regidor, nombrado por la Marquesa de Villena.  Contaba entonces con 196 habitantes.
A la caída del Antiguo Régimen la localidad se constituye en municipio constitucional, conocido entonces como Peñalva, en la región de Castilla la Vieja que en el censo de 1842 contaba con 60 hogares y 246 vecinos
A finales del siglo XX este municipio desaparece porque se integra en el municipio de San Esteban de Gormaz, contaba entonces con 69 hogares y 300 habitantes.

## Geografía humana

### Demografía
| Gráfica de evolución demográfica de Peñalba de San Esteban entre 1842 y 1960 |
| |
| Población de derecho según los censos de población del INE Población de hecho según los censos de población del INEEn estos censos se denominaba Peñalva: 1842 y 1857 Entre el censo de 1970 y el anterior, este municipio desaparece porque se integra en el municipio 42162 (San Esteban de Gormaz) |

En el año 1981 contaba con 115 habitantes, concentrados en el núcleo principal, pasando a 60 en 2010, 38 varones y 22 mujeres.
| Gráfica de evolución demográfica de Peñalba de San Esteban entre 2000 y 2022                     |
|                                                                                                  |
| Población de derecho (2000-2010) según los censos de población del INE a 1 de enero de cada año. |

### Economía

#### Industria
- Viña
- Cebada
- Trigo
- Girasol
- Manzana
- Pera

## Patrimonio

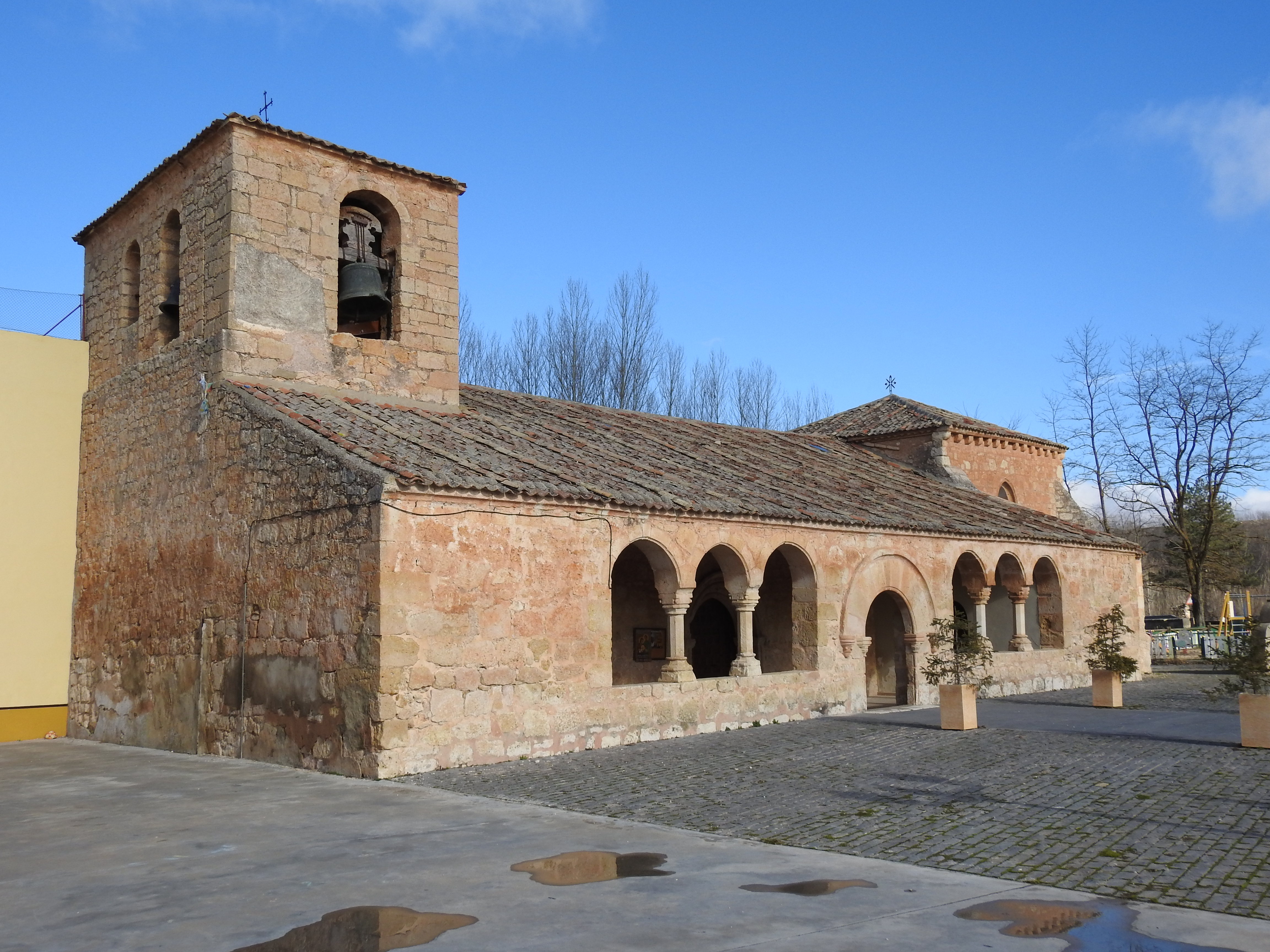
Iglesia parroquial de Santa María la Mayor

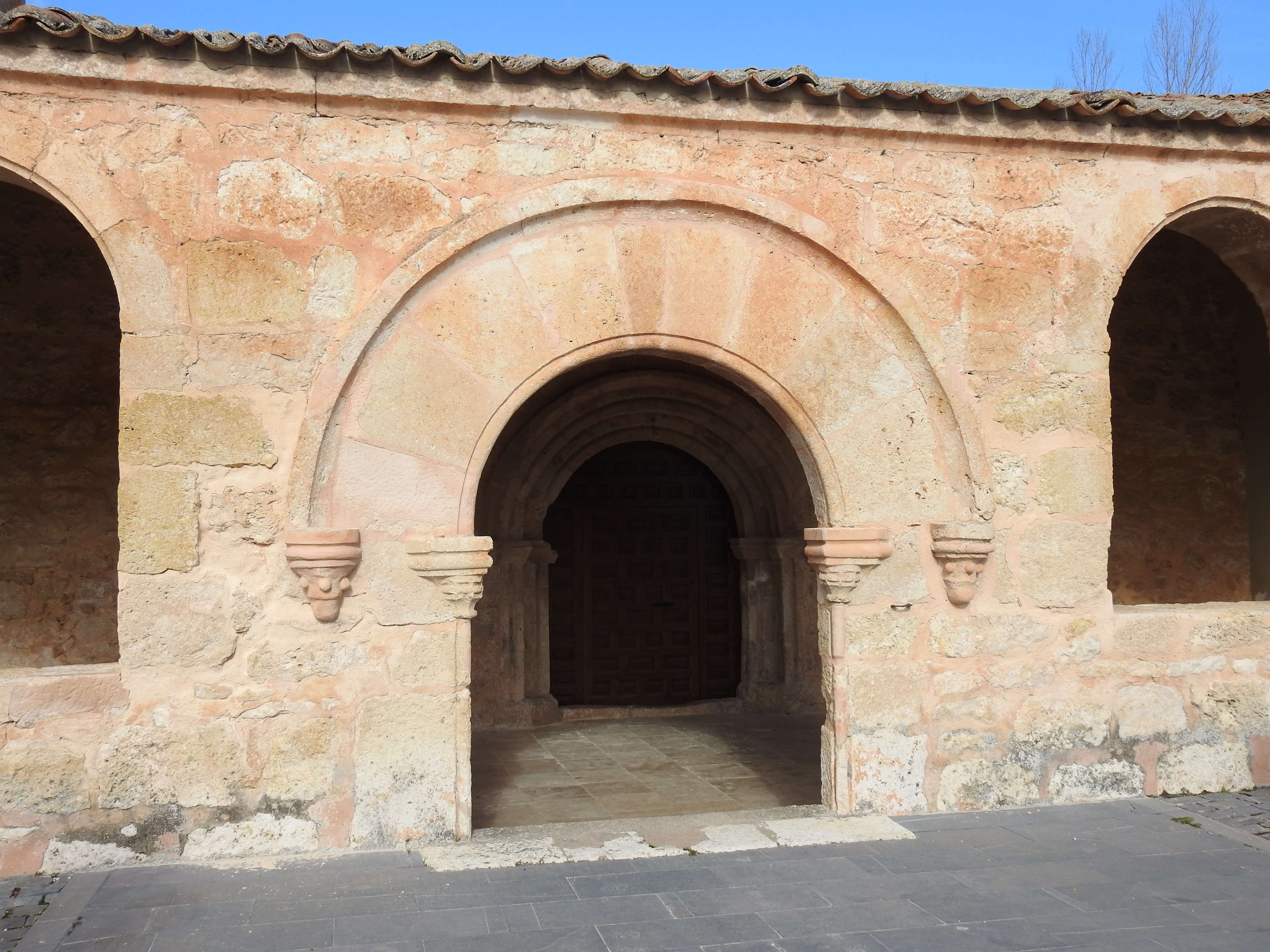
Portadas de la iglesia de Santa María

Iglesia parroquial católica de Santa María la Mayor, sita en las cercanías a la plaza. Sus orígenes se remontan a finales del siglo XV y alberga restos románicos. Conserva en el lado del mediodía una galería porticada de medio punto de trazas románicas.
Patrones: San Roque (16 de agosto) y San Gregorio (9 de mayo)

## Tradiciones

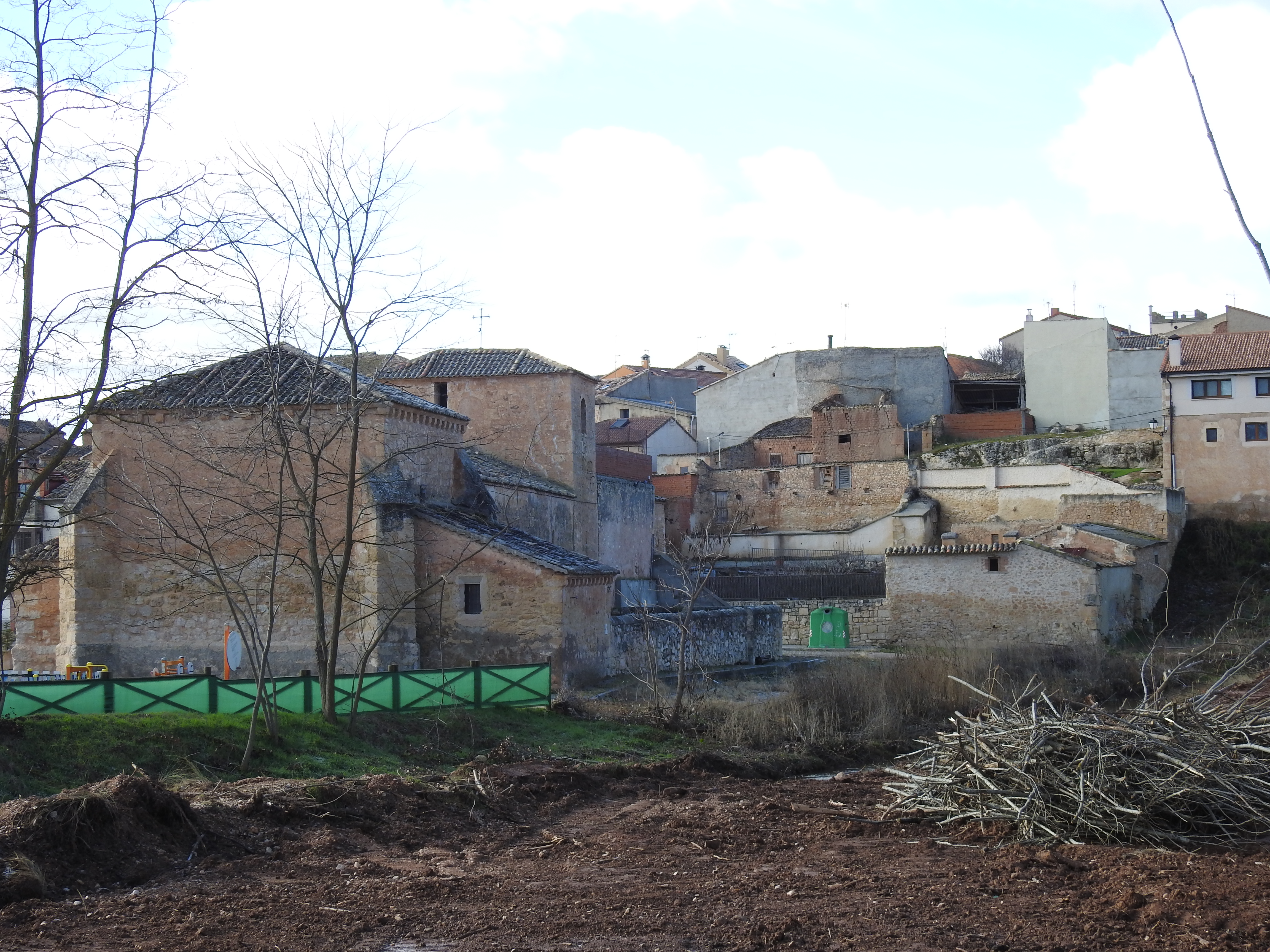
Peñalba desde el puente del río Pedro

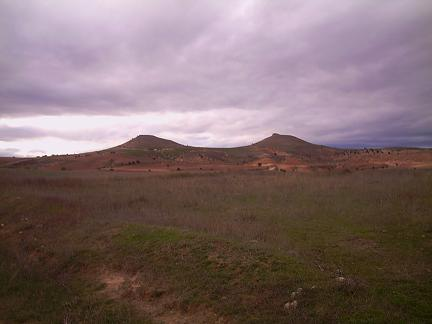
Los Magazos

- Tradiciones perdidas: en los picos de "Los Magazos", a los que denominan "Teta de la Reina", encendían hogueras el Jueves Lardero. Cantaban barzonías, el equivalente a las albadas de otros lugares.

- Tradiciones conservadas: por Santa Águeda, el 5 de febrero, las mujeres de Peñalba salen a la carretera, vestidas con el traje regional soriano, con cajas de galletas y el porrón, a invitar a los viajantes.

- Guiso típico: mondillo, tripa rellena con los huesecillos y ternillas del cerdo, para el cocido.

## Turismo
Cañada Real Soriana Occidental es una de las principales vías pecuarias de la red nacional y constituye una de las 9 arterias fundamentales de la red pecuaria española.
Discurre a lo largo de más de 840 km por 7 provincias (La Rioja, Soria, Segovia. Ávila, Salamanca, Cáceres y Badajoz) de 3 Comunidades Autónomas diferentes (La Rioja, Castilla y León y Extremadura).
Tenía como cometido llevar rebaños de merinas de extensos territorios serranos de Cameros y el Norte de Soria a las Dehesas de Extremadura, con el propósito de garantizar pastos alternativos a los rigores invernales de las sierras del interior.

### El Románico Soriano
La posición estratégica de la actual provincia de Soria en la frontera del Duero, en la Extremadura, la convirtió en escenario acostumbrado a lo guerrero. Por esto abundan en estas tierras castillos, torreones, atalayas, enclaves amurallados y templos a veces fortificados.
Poco a poco las guerras terminaron y los tiempos de paz permitieron el desarrollo de la vida social, económica y artística. El Camino de Santiago trajo con sus peregrinos a Castilla las formas estéticas que Francia e Italia (Cluny y Lombardía) estaban ya aplicando a sus edificios religiosos. Así en Soria el arte Románico dejó su primera impronta en San Esteban de Gormaz. Aquí, la iglesia de San Miguel, es considerada como uno de los edificios más antiguos de Castilla. En uno de sus canecillos aparece la fecha 1081. (enlace roto disponible en Internet Archive; véase el historial, la primera versión y la última).